# Josef Šebek
Josef Šebek (* 18. März 1888 in Prag; † im 20. Jahrhundert) war ein böhmischer Tennisspieler.

## Biografie
Šebek nahm 1912 am Tenniswettbewerb der Olympischen Sommerspiele in Stockholm teil. Im Rasen-Einzel schlug er nach zwei Freilosen zum Auftakt den Norweger Willem Stibolt, bevor er dem Österreicher Arthur Zborzil im Achtelfinale in vier Sätzen unterlag. Im Doppel trat er mit Bohuslav Hykš an; sie verloren ihr erstes Match gegen ein dänisches Doppel. Über sein Leben nach Olympia und seinen Tod ist nichts bekannt.